# Myrtletown
Myrtletown es un lugar designado por el censo ubicado en el condado de Humboldt en el estado estadounidense de California. En el año 2000 tenía una población de 4,459 habitantes y una densidad de población de 796.3 personas por km².

## Geografía
Myrtletown se encuentra ubicado en las coordenadas 40°47′N 124°7′O / 40.783, -124.117. Según la Oficina del Censo, la ciudad tiene un área total de 5,6 km² (2,2 mi²), de la cual 5,5 km² (2,1 mi²) es tierra y 0,1 km² (0 mi²) (1.39%) es agua.

## Demografía
Según la Oficina del Censo en 2000 los ingresos medios por hogar en la localidad eran de $37,417, y los ingresos medios por familia eran $43,250. Los hombres tenían unos ingresos medios de $32,500 frente a los $22,161 para las mujeres. La renta per cápita para la localidad era de $19,057. Alrededor del 13.3% de la población estaban por debajo del umbral de pobreza.